# Little Kimble
Little Kimble – wieś w Anglii, w Buckinghamshire. W 1881 roku civil parish liczyła 161 mieszkańców. Little Kimble jest wspomniana w Domesday Book (1086) jako Parva Chenebelle.